# Transports en commun de Guéret
Pour les articles homonymes, voir Agglobus.
Agglo'Bus est le réseau de transport en commun qui dessert les communes de la Communauté d'agglomération du Grand Guéret depuis le 2 septembre 2013. Ce réseau est géré en régie.

## Historique
Depuis le 1er janvier 2013, la communauté d'agglomération du Grand Guéret est compétente en matière des transports collectifs. Agglo'Bus est venu ainsi compléter l'offre des réseaux de transport du département de La Creuse et de la région Limousin. Après sa première année de fonctionnement, le réseau a évolué afin de mieux répondre aux besoins de déplacements des habitants.
Chaque année, le réseau de transports Agglobus connaît des changements pour améliorer (tout en proposant des cadences insuffisantes et en supprimant les services du samedi sous prétexte d’économies, le tout en prétendant vouloir diminuer le nombre de voitures dans la ville de Guéret) le service proposé aux utilisateurs à la rentrée, certaines lignes seront modifiées.

## Lignes du réseau

### Lignes urbaines
| Ligne | Caractéristiques | Caractéristiques                                       | Caractéristiques                                 | Caractéristiques                                 | Caractéristiques                                  | Caractéristiques                                 | Caractéristiques                                 | Caractéristiques                                 | Caractéristiques                                 |
| A1    | Ligne Guéret-Sud (sens anti-horaire) par Brésard | Ligne Guéret-Sud (sens anti-horaire) par Brésard       | Ligne Guéret-Sud (sens anti-horaire) par Brésard | Ligne Guéret-Sud (sens anti-horaire) par Brésard | Ligne Guéret-Sud (sens anti-horaire) par Brésard  | Ligne Guéret-Sud (sens anti-horaire) par Brésard | Ligne Guéret-Sud (sens anti-horaire) par Brésard | Ligne Guéret-Sud (sens anti-horaire) par Brésard | Ligne Guéret-Sud (sens anti-horaire) par Brésard |
| A1    | Gare SNCF ⥋ Gare SNCF | Gare SNCF ⥋ Gare SNCF                                  | Gare SNCF ⥋ Gare SNCF                            | Gare SNCF ⥋ Gare SNCF                            | Gare SNCF ⥋ Gare SNCF                             | Gare SNCF ⥋ Gare SNCF                            | Gare SNCF ⥋ Gare SNCF                            | Gare SNCF ⥋ Gare SNCF                            | Gare SNCF ⥋ Gare SNCF                            |
| ----- | --- | ------------------------------------------------------ | ------------------------------------------------ | ------------------------------------------------ | ------------------------------------------------- | ------------------------------------------------ | ------------------------------------------------ | ------------------------------------------------ | ------------------------------------------------ |
| A1    | Ouverture / Fermeture 27 août 2018 / — | Longueur 5,8 km                                        | Durée 19 min                                     | Nb. d’arrêts 17                                  | Matériel Citelis 10 GX 137 Temsa MD9 LE           | Jours de fonctionnement L, Ma, Me, J, V, S       | Jour / Soir / Nuit / Fêtes O / N / N / N         | Voy. / an —                                      | Exploitant Agglobus Grand Guéret                 |
| A1    | Desserte : - Villes et lieux desservis : Guéret (Gare SNCF, Gare Routière, Place du Marché, Place Bonnyaud, Collège Jules Marouzeau Hôpital, EHPAD Anna Quinquaud) - Gares desservies : Gare de Guéret - Arrêts desservis : Gare SNCF, Brésard, Louis Laroche, Place du Marché, Carnot, Place Bonnyaud, Collège Marouzeau, Limousin, Hôpital, Professeur Grancher, Anna Quinquaud, Schoelcher, Rhin-Danube, Montplaisir, Mendès-France, Charles de Gaulle, Gare SNCF |                                                        |                                                  |                                                  |                                                   |                                                  |                                                  |                                                  |                                                  |
| A1    | Autre : - Arrêts non accessibles PMR : - Amplitude horaire : - Lundi au Vendredi en période scolaire : de 6 h 49 à 18 h 46 - Lundi au Vendredi en période vacancière : de 7 h 37 à 18 h 23 - Samedi : de 7 h 37 à 16 h 52 - Description de la ligne : La ligne A1 dessert le sud de Guéret, plus précisément, l'EHPAD Anna Quinquaud, le centre hospitalier. Cette dernière passe par le cœur de ville (Place du Marché, Place Bonnyaud). - Date de dernière mise à jour : 21 mai 2020. |                                                        |                                                  |                                                  |                                                   |                                                  |                                                  |                                                  |                                                  |

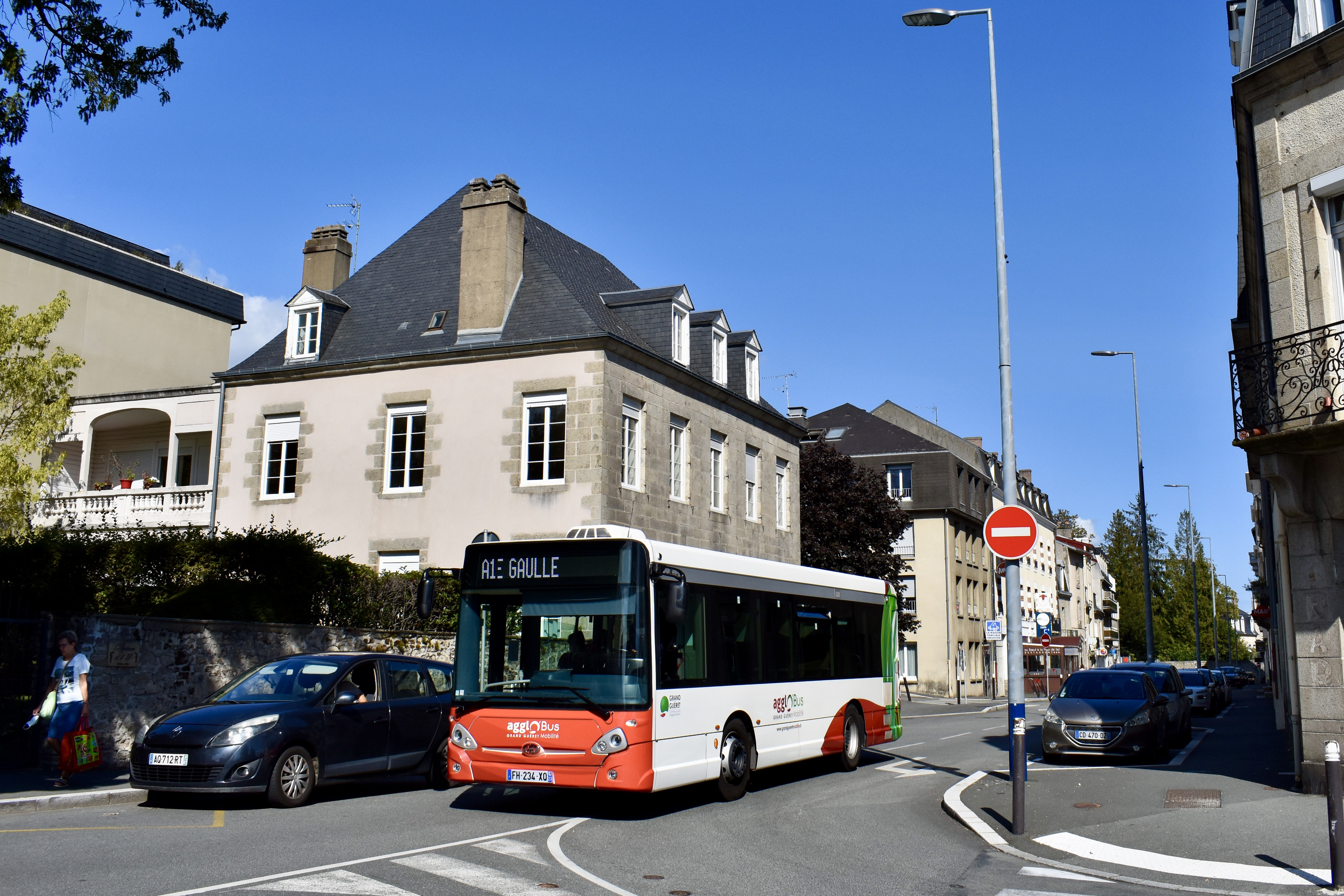
Ligne A1
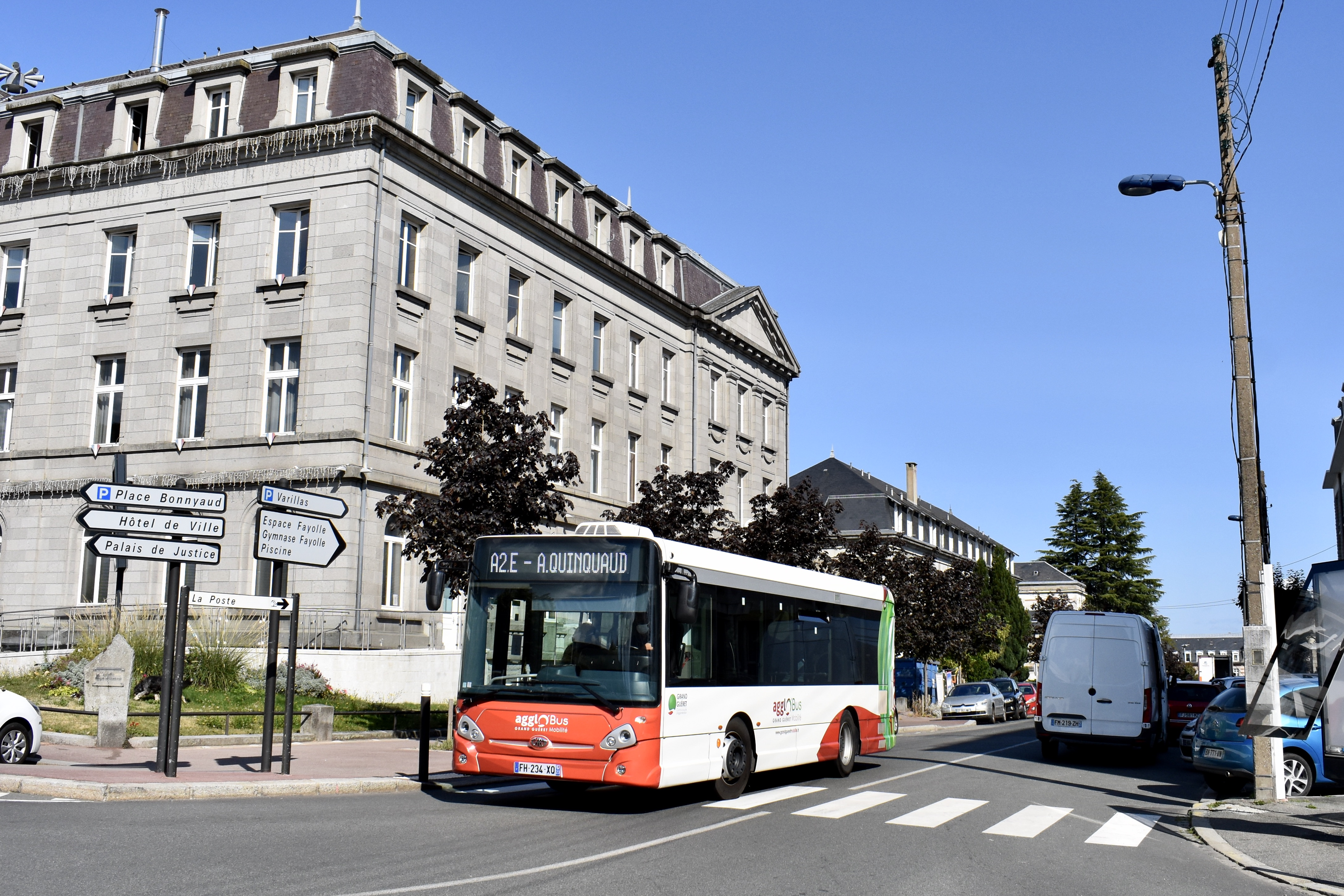
Ligne A2
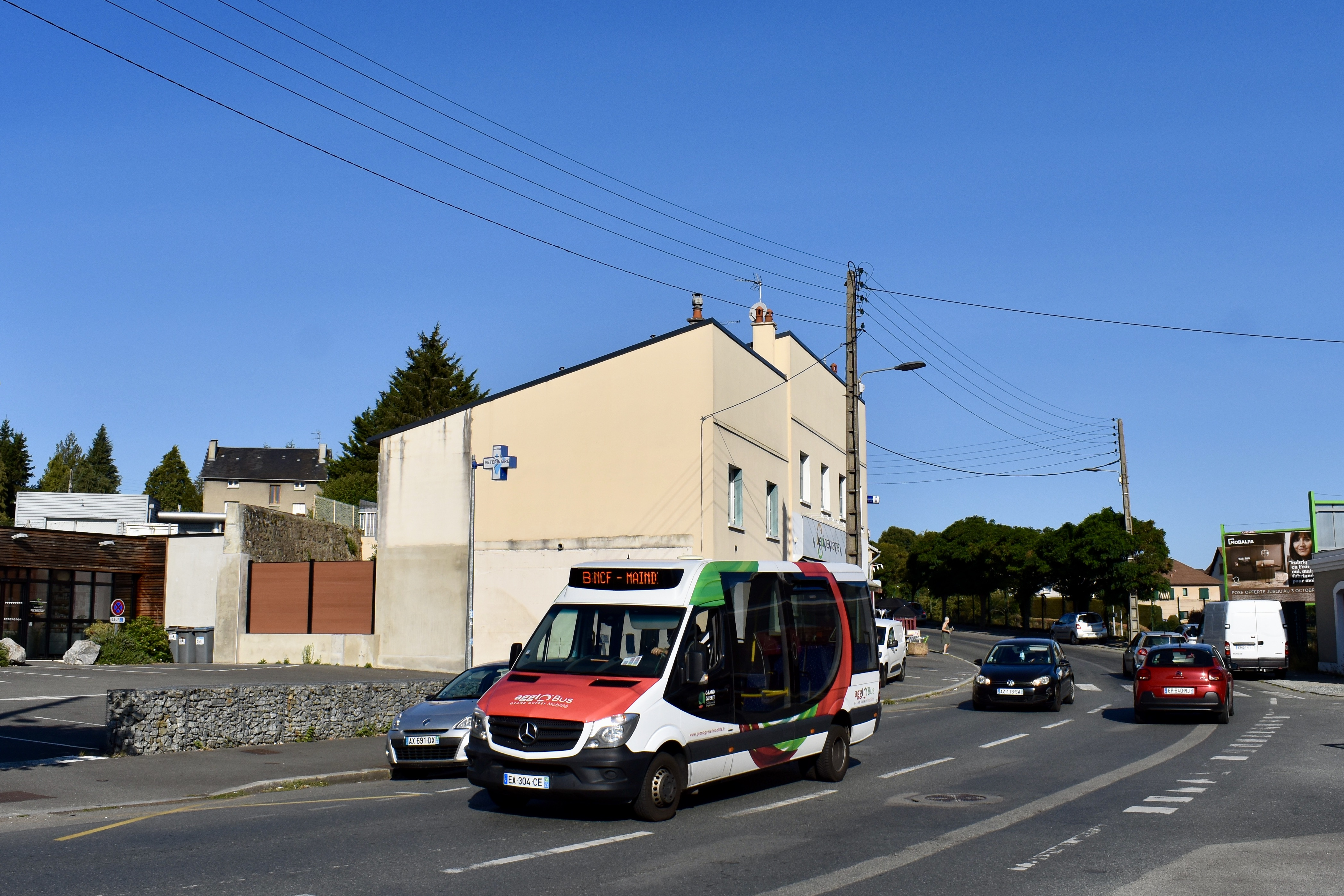
Ligne B
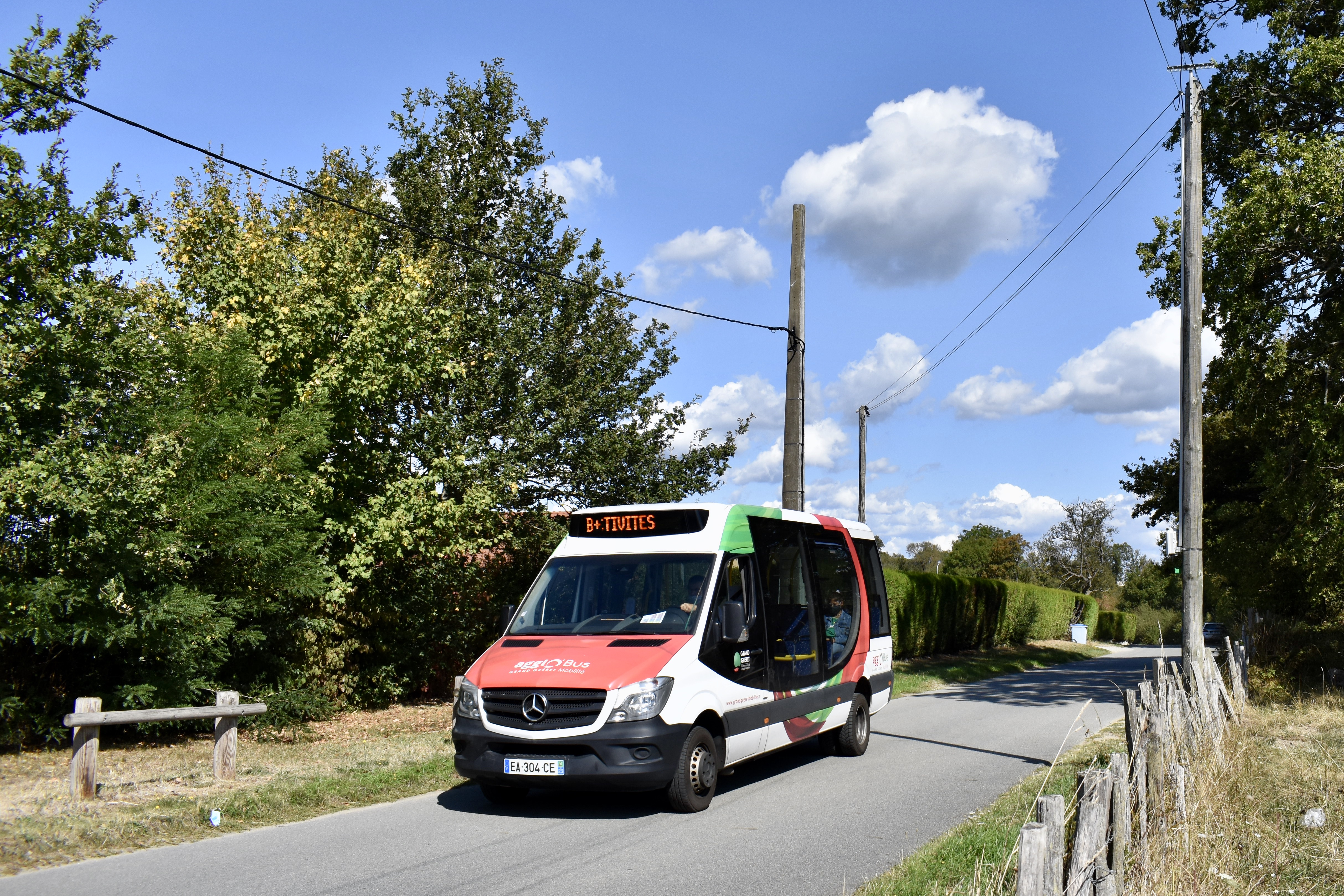
Ligne B+
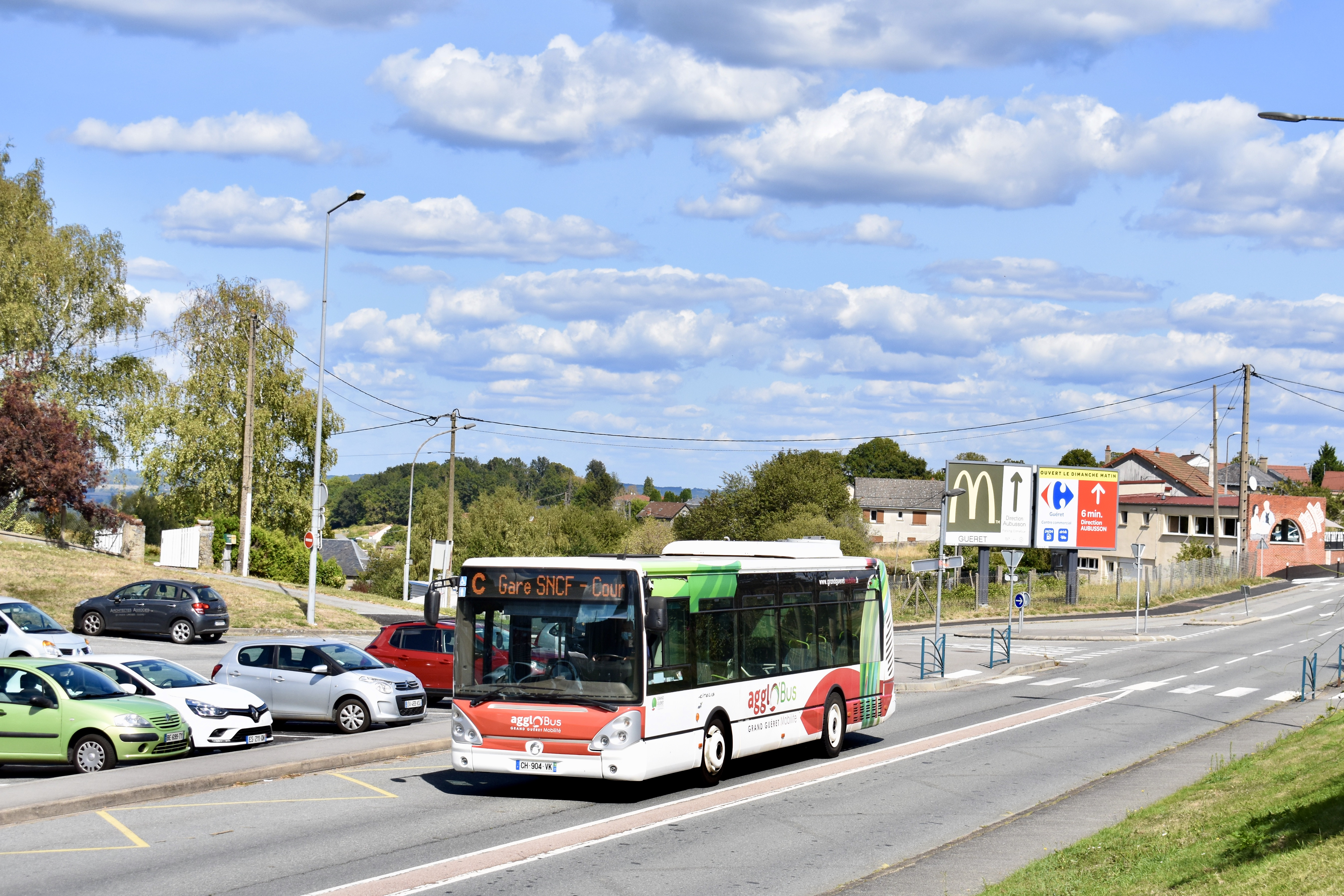
Ligne C
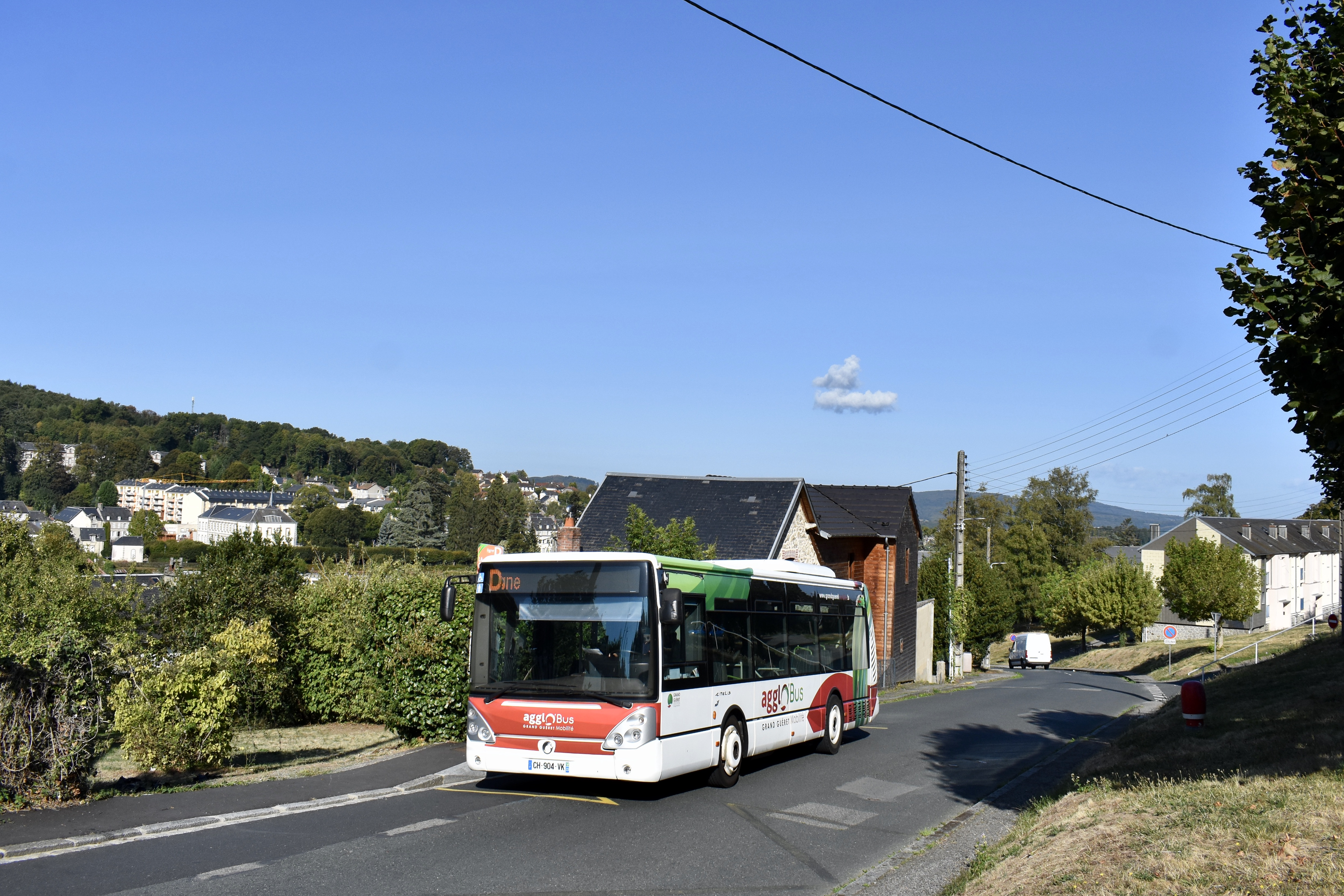
Ligne D

| A1    | Dernière actualisation : — |                                                        |                                                  |                                                  |                                                   |                                                  |                                                  |                                                  |                                                  |
| A2    | Ligne Guéret-Sud (sens horaire) par Fayolle | Ligne Guéret-Sud (sens horaire) par Fayolle            | Ligne Guéret-Sud (sens horaire) par Fayolle      | Ligne Guéret-Sud (sens horaire) par Fayolle      | Ligne Guéret-Sud (sens horaire) par Fayolle       | Ligne Guéret-Sud (sens horaire) par Fayolle      | Ligne Guéret-Sud (sens horaire) par Fayolle      | Ligne Guéret-Sud (sens horaire) par Fayolle      | Ligne Guéret-Sud (sens horaire) par Fayolle      |
| A2    | Gare SNCF ⥋ Gare SNCF |                                                        |                                                  |                                                  |                                                   |                                                  |                                                  |                                                  |                                                  |
| A2    | Ouverture / Fermeture 27 août 2018 / — | Longueur 6,2 km                                        | Durée 20 min                                     | Nb. d’arrêts 19                                  | Matériel Citelis 10 GX 137 Temsa MD9 LE           | Jours de fonctionnement L, Ma, Me, J, V, S       | Jour / Soir / Nuit / Fêtes O / N / N / N         | Voy. / an —                                      | Exploitant Agglobus Grand Guéret                 |
| A2    | Desserte : - Villes et lieux desservis : Guéret (Gare SNCF, Lycée Pierre Bourdan, Hôtel de Ville, Place Bonnyaud, EHPAD Anna Quinquaud, Hôpital, Collège Jules Marouzeau) - Gares desservies : Gare de Guéret - Arrêts desservis : Gare SNCF, Gambetta, Fayolle, Lycée Bourdan, Hôtel de Ville, Place Bonnyaud, Eugène France, Montplaisir, Rhin-Danube, Schoelcher, Anna Quinquaud, Professeur Grancher, Hôpital, Limousin, Collège Marouzeau, Hôtel de Ville, Lycée Bourdan, Fayolle, Gambetta, Gare SNCF. |                                                        |                                                  |                                                  |                                                   |                                                  |                                                  |                                                  |                                                  |
| A2    | Autre : - Arrêts non accessibles PMR : - Amplitudes horaires : - Lundi au Vendredi en période scolaire : de 6 h 49 à 18 h 47 - Lundi au Vendredi en période vacancière : de 6 h 49 à 17 h 42 - Samedi : de 9 h 12 à 16 h 5 - Description de la ligne : La ligne A2 dessert le sud de Guéret, plus précisément, l'EHPAD Anna Quinquaud, le centre hospitalier. Cette dernière passe par le cœur de ville (Fayolle, Place Bonnyaud). La ligne A2 dessert les mêmes arrêts que la ligne A1 mais dans le sens inverse. C'est aussi la ligne qui possède le plus d'arrêts desservis dans les 2 sens entre Gare SNCF et Hôtel de Ville. - Date de dernière mise à jour : 21 mai 2020. |                                                        |                                                  |                                                  |                                                   |                                                  |                                                  |                                                  |                                                  |
| A2    | Dernière actualisation : — |                                                        |                                                  |                                                  |                                                   |                                                  |                                                  |                                                  |                                                  |
| B     | Ligne Maindigour - La Marche | Ligne Maindigour - La Marche                           | Ligne Maindigour - La Marche                     | Ligne Maindigour - La Marche                     | Ligne Maindigour - La Marche                      | Ligne Maindigour - La Marche                     | Ligne Maindigour - La Marche                     | Ligne Maindigour - La Marche                     | Ligne Maindigour - La Marche                     |
| B     | Gare SNCF ⥋ Gare SNCF |                                                        |                                                  |                                                  |                                                   |                                                  |                                                  |                                                  |                                                  |
| B     | Ouverture / Fermeture 27 août 2018 / — | Longueur 4,6 km                                        | Durée 14 min                                     | Nb. d’arrêts 11                                  | Matériel Citelis 10 Temsa MD9 LE Dietrich City 23 | Jours de fonctionnement L, Ma, Me, J, V, S       | Jour / Soir / Nuit / Fêtes O / N / N / N         | Voy. / an —                                      | Exploitant Agglobus Grand Guéret                 |
| B     | Desserte : - Villes et lieux desservis : Guéret (Gare SNCF, Gare Routière, Collège Martin Nadaud, Conservatoire de Musique, Clinique de la Marche) - Gares desservies : Gare de Guéret - Arrêts desservis : Gare SNCF, Brésard, École Prévert, Maindigour, Collège Nadaud, Varennes, Tabarly, Saint-Éxupéry, Clinique de la Marche, Berry, Gare SNCF |                                                        |                                                  |                                                  |                                                   |                                                  |                                                  |                                                  |                                                  |
| B     | Autre : - Arrêts non accessibles PMR : - Amplitudes horaires : - Lundi au Vendredi en période scolaire : de 7 h 40 à 15 h 52 - Lundi au Vendredi en période vacancière : de 8 h 2 à 17 h 59 - Samedi : de 8 h 1 à 17 h 12 - Description de la ligne : La ligne B dessert le Nord de Guéret sans desservir le Parc d'Activités. Elle reprend l'ancien tracé de la E jusqu'à Berry. - Date de dernière mise à jour : 21 mai 2020. |                                                        |                                                  |                                                  |                                                   |                                                  |                                                  |                                                  |                                                  |
| B     | Dernière actualisation : — |                                                        |                                                  |                                                  |                                                   |                                                  |                                                  |                                                  |                                                  |
| B+    | Ligne Guéret-Nord - Zone Industrielle | Ligne Guéret-Nord - Zone Industrielle                  | Ligne Guéret-Nord - Zone Industrielle            | Ligne Guéret-Nord - Zone Industrielle            | Ligne Guéret-Nord - Zone Industrielle             | Ligne Guéret-Nord - Zone Industrielle            | Ligne Guéret-Nord - Zone Industrielle            | Ligne Guéret-Nord - Zone Industrielle            | Ligne Guéret-Nord - Zone Industrielle            |
| B+    | Gare SNCF ⥋ Gare SNCF |                                                        |                                                  |                                                  |                                                   |                                                  |                                                  |                                                  |                                                  |
| B+    | Ouverture / Fermeture 27 août 2018 / — | Longueur 8,8 km                                        | Durée 20 min                                     | Nb. d’arrêts 20                                  | Matériel Citelis 10 Temsa MD9 LE Dietrich City 23 | Jours de fonctionnement L, Ma, Me, J, V, S       | Jour / Soir / Nuit / Fêtes O / N / N / N         | Voy. / an —                                      | Exploitant Agglobus Grand Guéret                 |
| B+    | Desserte : - Villes et lieux desservis : Guéret (Gare SNCF, Gare Routière, Collège Martin Nadaud, Conservatoire de Musique, Stade Léo Lagrange, Stade Cher du Prat, Parc d'Activités, Z.I. des Garguettes, Clinique de la Marche) - Gares desservies : Gare de Guéret - Arrêts desservis : Gare SNCF, Brésard, École Prévert, Maindigour, Collège Nadaud, Pompidou, Stade Léo Lagrange, Cher du Prat, De Nussac, Châteauvieux, Trois Fontaines, Garguettes, Vernet, Docteur Chantrelle, Labetoulle, Tabarly, Saint-Éxupéry, Clinique de la Marche, Berry, Gare SNCF |                                                        |                                                  |                                                  |                                                   |                                                  |                                                  |                                                  |                                                  |
| B+    | Autre : - Arrêts non accessibles PMR : - Amplitudes horaires : - Lundi au Vendredi en période scolaire : de 7 h 13 à 18 h 23 - Lundi au Vendredi en période vacancière : de 7 h 13 à 18 h 48 - Samedi : de 8 h 48 à 16 h 30 - Description de la ligne : La ligne B+ reprend l'ancien tracé de la ligne B : elle dessert le nord de Guéret et le Parc d'Activités. Elle passe par Maindigour et Châteauvieux. - Date de dernière mise à jour : 21 mai 2020. |                                                        |                                                  |                                                  |                                                   |                                                  |                                                  |                                                  |                                                  |
| B+    | Dernière actualisation : — |                                                        |                                                  |                                                  |                                                   |                                                  |                                                  |                                                  |                                                  |
| C     | Ligne Guéret-Ouest - Courtille - Beauregard | Ligne Guéret-Ouest - Courtille - Beauregard            | Ligne Guéret-Ouest - Courtille - Beauregard      | Ligne Guéret-Ouest - Courtille - Beauregard      | Ligne Guéret-Ouest - Courtille - Beauregard       | Ligne Guéret-Ouest - Courtille - Beauregard      | Ligne Guéret-Ouest - Courtille - Beauregard      | Ligne Guéret-Ouest - Courtille - Beauregard      | Ligne Guéret-Ouest - Courtille - Beauregard      |
| C     | Gare SNCF ⥋ Gare SNCF |                                                        |                                                  |                                                  |                                                   |                                                  |                                                  |                                                  |                                                  |
| C     | Ouverture / Fermeture 27 août 2018 / — | Longueur 6,5 km                                        | Durée 17 min                                     | Nb. d’arrêts 15                                  | Matériel Citelis 10 Temsa MD9 LE Dietrich City 23 | Jours de fonctionnement L, Ma, Me, J, V, S       | Jour / Soir / Nuit / Fêtes O / N / N / N         | Voy. / an —                                      | Exploitant Agglobus Grand Guéret                 |
| C     | Desserte : - Villes et lieux desservis : Guéret (Gare SNCF, ESPE, Lycée Jean Favard, Étang et Plage de Courtille, Cimetière) - Gares desservies : Gare de Guéret - Arrêts desservis : Gare SNCF, Brésard, Allendé, Picasso, Lycée Favard, Courtille, Picasso, Allende, Poitou, Sylvain Blanchet, Beauregard, Maindigour, École Prévert, Brésard, Gare SNCF |                                                        |                                                  |                                                  |                                                   |                                                  |                                                  |                                                  |                                                  |
| C     | Autre : - Arrêts non accessibles PMR : - Amplitudes horaires : - Lundi au Vendredi en période scolaire : de 6 h 51 à 18 h 20 - Lundi au Vendredi en période vacancière : de 6 h 49 à 18 h 44 - Samedi : de 7 h 58 à 16 h 28 - Description de la ligne : La ligne C dessert l'ouest de la ville. Elle relie la gare et Courtille en direct sur l'aller et passe par Beauregard et Maindigour sur le retour. - Date de dernière mise à jour : 21 mai 2020. |                                                        |                                                  |                                                  |                                                   |                                                  |                                                  |                                                  |                                                  |
| C     | Dernière actualisation : — |                                                        |                                                  |                                                  |                                                   |                                                  |                                                  |                                                  |                                                  |
| D     | Ligne Guéret-Sud-Est - Pommeil | Ligne Guéret-Sud-Est - Pommeil                         | Ligne Guéret-Sud-Est - Pommeil                   | Ligne Guéret-Sud-Est - Pommeil                   | Ligne Guéret-Sud-Est - Pommeil                    | Ligne Guéret-Sud-Est - Pommeil                   | Ligne Guéret-Sud-Est - Pommeil                   | Ligne Guéret-Sud-Est - Pommeil                   | Ligne Guéret-Sud-Est - Pommeil                   |
| D     | Gare SNCF ⥋ Gare SNCF |                                                        |                                                  |                                                  |                                                   |                                                  |                                                  |                                                  |                                                  |
| D     | Ouverture / Fermeture 27 août 2018 / — | Longueur par Auvergne : 6,2 km par Marc Bloch : 6,6 km | Durée 19 min                                     | Nb. d’arrêts 16                                  | Matériel Citelis 10 Temsa MD9 LE Dietrich City 23 | Jours de fonctionnement L, Ma, Me, J, V, S       | Jour / Soir / Nuit / Fêtes O / N / N / N         | Voy. / an —                                      | Exploitant Agglobus Grand Guéret                 |
| D     | Desserte : - Villes et lieux desservis : Guéret (Gare SNCF, Hall de l'Agriculture, Esplanade de Pommeil, Zone Commerciale Sud, Maison de l'Économie, Chambre de l'Agriculture, Chambre de Commerce, Chambre des Métiers, Archives Départementales) - Gares desservies : Gare de Guéret - Arrêts desservis : Gare SNCF, Charles de Gaulle, Arfeuillère, La Châtaigneraie, Desmoulins, Pommeil, Curie, Petit Malleret, Place du Tilleul, Guillon, Ribière, Auvergne, Rossevelt, Gare SNCF (desserte de Marc Bloch à certaines heures entre Ribière et Gare SNCF) |                                                        |                                                  |                                                  |                                                   |                                                  |                                                  |                                                  |                                                  |
| D     | Autre : - Arrêts non accessibles PMR : - Amplitudes horaires : - Lundi au Vendredi en période scolaire : de 7 h 14 à 18 h 46 - Lundi au Vendredi en période vacancière : de 7 h 37 à 18 h 24 - Samedi : de 7 h 37 à 17 h 17 - Description de la ligne : La ligne D dessert le secteur sud-est de Guéret, cela comprend : La Châtaigneraie, Pommeil, le Petit Malleret et la zone commerciale autour de l'arrêt Ribière. |                                                        |                                                  |                                                  |                                                   |                                                  |                                                  |                                                  |                                                  |
| D     | Dernière actualisation : — |                                                        |                                                  |                                                  |                                                   |                                                  |                                                  |                                                  |                                                  |
| E     | Ligne Guéret-Est - Jouhet - Charsat | Ligne Guéret-Est - Jouhet - Charsat                    | Ligne Guéret-Est - Jouhet - Charsat              | Ligne Guéret-Est - Jouhet - Charsat              | Ligne Guéret-Est - Jouhet - Charsat               | Ligne Guéret-Est - Jouhet - Charsat              | Ligne Guéret-Est - Jouhet - Charsat              | Ligne Guéret-Est - Jouhet - Charsat              | Ligne Guéret-Est - Jouhet - Charsat              |
| E     | Gare SNCF ⥋ Gare SNCF |                                                        |                                                  |                                                  |                                                   |                                                  |                                                  |                                                  |                                                  |
| E     | Ouverture / Fermeture 27 août 2018 / — | Longueur 4,6 km                                        | Durée 14 min                                     | Nb. d’arrêts 11                                  | Matériel Dietrich City 23                         | Jours de fonctionnement L, Ma, Me, J, V, S       | Jour / Soir / Nuit / Fêtes O / N / N / N         | Voy. / an —                                      | Exploitant Agglobus Grand Guéret                 |
| E     | Desserte : - Villes et lieux desservis : Guéret (Gare SNCF, Square du Jumelage Guéret-Stein), Sainte-Feyre (Zone d'Activités de Charsat) - Gares desservies : Gare de Guéret - Arrêts desservis : Gare SNCF, Croizat, Jouhet, École Langevin, Jean Moulin, Bellevue (x2), Le Verger, Charsat, Bellevue, Gare SNCF |                                                        |                                                  |                                                  |                                                   |                                                  |                                                  |                                                  |                                                  |
| E     | Autre : - Arrêts non accessibles PMR : - Amplitudes horaires : - Lundi au Vendredi en période scolaire : de 6 h 52 à 18 h 41 - Lundi au Vendredi en période vacancière : de 7 h 15 à 17 h 59 - Samedi : de 8 h 25 à 16 h 48 - Description de la ligne : La ligne E dessert le secteur est de la ville et est la seule à desservir Sainte-Feyre (Le Verget et Charsat). Elle passe par le quartier de Jouhet et celui de Bellevue avant de faire demi-tour en direction de Charsat puis de revenir vers la gare en passant par Bellevue pour la troisième fois. - Date de dernière mise à jour : 21 mai 2020.                                                                    |                                                        |                                                  |                                                  |                                                   |                                                  |                                                  |                                                  |                                                  |
| E     | Dernière actualisation : — |                                                        |                                                  |                                                  |                                                   |                                                  |                                                  |                                                  |                                                  |

- Ligne A1
- Ligne A2
- Ligne B
- Ligne B+
- Ligne C
- Ligne D

## Parc de véhicules
En août 2024, le parc d'autobus du réseau Agglo'Bus est composé de 7 véhicules dont 5 midibus et 2 minibus. Au sein de cette flotte, les autres véhicules sont équipés de moteurs Diesel.

### Midibus
| Constructeur | Modèle     | Nombre | Numéros de parc   | Période de mise en service          | Affectation                | Observation |
| ------------ | ---------- | ------ | ----------------- | ----------------------------------- | -------------------------- | ----------- |
| Heuliez Bus  | GX 137     | 2      | 52000 + 1 inconnu | Entre juillet 2019 et mars 2021     | Lignes A1, A2, B, B+, C, D | –           |
| Irisbus      | Citelis 10 | 2      | 1701-1702         | Entre juillet 2012 et décembre 2013 | Lignes A1, A2, B, B+, C, D | –           |
| Temsa        | MD9 LE     | 1      | + 1 inconnu       | Juillet 2013                        | Lignes A1, A2, B, B+, C, D | –           |

### Minibus
| Constructeur | Modèle  | Nombre | Numéros de parc | Période de mise en service | Affectation       | Observation |
| ------------ | ------- | ------ | --------------- | -------------------------- | ----------------- | ----------- |
| Dietrich     | City 21 | 1      | + 1 inconnu     | Juillet 2014               | Lignes B, C, D, E | –           |
| Dietrich     | City 23 | 1      | + 1 inconnu     | Mars 2016                  | Lignes B, C, D, E | –           |

### Dépôts
- Le dépôt de Régie Grand Guéret Mobilité est situé dans la principauté, au 9 Av. Charles de Gaulle, 23000 Guéret
- Le dépôt de Europ Voyages 23 est situé dans la principauté, au ZI les Granges, 23170 Chambon-sur-Voueize

### Lieux externes
- Site officiel